# 浊漳北源
浊漳北源，古称武乡水、小漳河，也称北漳河、榆社河，中游又称关河，位于中华人民共和国山西省东南部，是漳河源流之一，发源于榆社县社城镇以北的上白鸡岭，蜿蜒向南纵贯榆社县中部，之后注入武乡县关河水库，干流于武乡县城丰州镇城区东郊出库，右纳涅河后转东南流，流经武乡县中南部和襄垣县东北部等地区，于襄垣县北底乡石堕村合河口与浊漳南源相汇。河长116千米，流域面积3797平方千米，河道比降0.44‰～3.63‰。浊漳北源流域内群山环绕，山峦起伏，沟壑纵深，梁峁连绵。